# جون ديزموند برنال
جون ديزموند برنال  (بالإنجليزية: John Desmond Bernal)‏ (10 مايو 1901 - 15 سبتمبر 1971)، أحد أشهر العلماء البريطانيين وأكثرهم إثارة للجدل. عرف عن باستخدامه للأشعة السينية لطريقة تحليل المواد البيولوجية، مما جعل منه رائدًا في مجال علم الأحياء الجزيئي. كما أسهم برنال في استخدام الأشعة السينية كتقنية مهمة وفاعلة في علم البلورات.
ولد برنال في أيرلندا ودرس فيها، كما درس في جامعة كامبردج، ثم أصبح محاضرًا في كلية بركبيك بلندن عام 1938. ومن كتبه «الوظيفة الاجتماعية للعلوم» عام 1939، وكتاب «العلوم في التاريخ» عام 1954.

## روابط خارجية
- جون ديزموند برنال على موقع الموسوعة البريطانية (الإنجليزية)
- جون ديزموند برنال على موقع مونزينجر (الألمانية)
- جون ديزموند برنال على موقع إن إن دي بي (الإنجليزية)